# يفعاط ساشا-بيتون
يفعاط ساشا-بيتون (بالعبرية: יפעת שאשא-ביטון، من مواليد 23 مايو 1973) مربي وسياسي اسرائيلي يشغل حاليا منصب عضو في الكنيست لكولانو.